# Moshoeshoe II
Moshoeshoe II, właśc. Constantine Bereng Seeiso (ur. 2 maja 1938 w Thabang, zm. 15 stycznia 1996 w dystrykcie Maseru) – król afrykańskiego państwa Basuto (określenie Lesotho pod protektoratem brytyjskim) w latach 1960–1966, a następnie król niepodległego Lesotho od 1966 do 1990 (z kilkumiesięczną przerwą w 1970) i od 1995 do śmierci.

## Zarys biografii
Jako młody człowiek uczył się początkowo w Roma College w Lesotho, potem w Wielkiej Brytanii, w Ampleforth College (North Yorkshire) oraz w Corpus Christi College (Oxford).
Od 1960 pełnił reprezentacyjną funkcję Najwyższego Wodza kolonii Basuto, a po uzyskaniu przez jego kraj niepodległości w 1966 i zmianie nazwy państwa na Lesotho został koronowany na króla. Przyjął imię Moshoeshoe po założycielu pierwszego królestwa Basuto, króla Moshoeshoe I. Pełnił swą funkcję do 1970, kiedy, po przegranych wyborach parlamentarnych przez partię premiera L. Jonathana, chcącego odzyskać kontrolę nad państwem, został usunięty z tronu. Wyjechał do Holandii, gdzie przebywał na wygnaniu. W tym okresie regentką była jego żona, Mamohato. Kilka miesięcy później Jonathan zgodził się na powrót króla na tron. Dopiero jednak po tym, jak doszło do obalenia Jonathana w 1986, król odzyskał część rzeczywistej władzy, którą mu jednak odebrano na początku 1990; regentką ponownie została jego żona, a on sam został zmuszony do emigracji. W listopadzie tego samego roku jego syn, David Mohato Bereng Seeiso, zastąpił go na tronie jako król Letsie III. Do 1992 Moshoeshoe II przebywał na wygnaniu w Wielkiej Brytanii. W styczniu 1995 powrócił jednak na tron Lesotho, zastępując swego syna. Rok później, w styczniu 1996, król Moshoeshoe II zginął w wypadku drogowym w górach Maluto, kiedy jego samochód wypadł z drogi w drodze powrotnej do stolicy kraju, Maseru. Według oficjalnych informacji wydarzyło się to wczesnym rankiem, a w katastrofie zginął także kierowca króla.
Moshoeshoe II ożenił się w 1962 z księżniczką Tabithą Masentle Lerotholi Mojelain (późniejszą królową Lesotho – Mamohato) i miał z nią dwóch synów i córkę.
Jego wizerunek znajdował się na bitych z przerwami w latach 1979-1989 monetach obiegowych Lesotho o nominałach 1 sente, 2, 5, 10, 25, i 50 lisente oraz 1 loti.